# Thomas Schoorel
Thomas Schoorel (ur. 8 kwietnia 1989 w Amsterdamie) – holenderski tenisista, reprezentant w Pucharze Davisa.

## Kariera tenisowa
Karierę zawodową Schoorel rozpoczął w 2007, natomiast zakończył w 2016 roku.
W grze pojedynczej wygrał 2 turnieje rangi ATP Challenger Tour. W drabince głównej zawodów wielkoszlemowych zadebiutował podczas Rolanda Garrosa z 2011 roku. W 1 rundzie pokonał Máximo Gonzáleza, a następnie przegrał ze Stanislasem Wawrinką.
W Pucharze Davisa swoje pierwsze powołanie otrzymał w lipcu 2011 roku podczas rywalizacji przeciwko Republice Południowej Afryki. Mecz przeciwko Kevinowi Andersonowi przegrał w 4 setach.
W rankingu gry pojedynczej Schoorel najwyżej był na 94. miejscu (4 lipca 2011), a w klasyfikacji gry podwójnej na 299. pozycji (30 sierpnia 2010).

### Zwycięstwa w turniejach ATP Challenger Tour w grze pojedynczej
| Końcowy wynik | Nr | Data             | Turniej | Nawierzchnia | Przeciwnik       | Wynik finału  |
| ------------- | -- | ---------------- | ------- | ------------ | ---------------- | ------------- |
| Zwycięzca     | 1. | 17 kwietnia 2011 | Rzym    | Ceglana      | Martin Kližan    | 7:5, 1:6, 6:3 |
| Zwycięzca     | 2. | 24 kwietnia 2011 | Neapol  | Ceglana      | Filippo Volandri | 6:2, 7:6(4)   |